# Estetika
Estetika (od grčkog αίσθηση-αισθάνομαι aisthese-aisthanomai, opažati osjećati) je znanost o umjetnosti i umjetničkom stvaralaštvu, i jedna od filozofskih disciplina.
Još u doba grčke antike raspravljalo se o estetskim pitanjima, posebice o poeziji. Pitagorejci su vidjeli ljepotu u matematici i skladnosti sfera. Platon je poznat i po tome da je umjetnike stavio "dva koraka od kralja i istine" (Država, 597), dok je Aristotelova poetika O pjesničkom umijeću ("Peri poietikes") jedan od ranih važnih tekstova o drami.
Pojam umjetnosti onakav kakav danas doživljamo nije postojao u vrijeme antičkih filozofa. Poezija tijekom antike shvatana je kao "muzikalna" personifikacija, a mousike, ono glazbeno, bila je prethodnik onom što danas nazivamo glazbom, i obuhvatala je čak i ples. 
Podrijetlo današnje "poezije" grčki je pojam "poesis": "raditi", "stvarati" ili "proizvoditi". Umjetnika se u antici prije svega smatralo zanatlijom, a riječ koja se u antici upotrebljavala kada se govorilo o "umjetnosti", techne, mogla bi se danas prevesti kao tehnika, ekspertiza ili zanatstvo. Samo na taj načim mogu se shvatiti opisi umjetničkih izraza kojim su se služili antički filozofi. 